# معاهدة كاسكو (1678)
أتت معاهدة كاسكو (1678) عقب انتهاء الحرب بين الهنود الشرقيين والمستوطنين الإنجليز. لا توجد نسخة باقية من المعاهدة أو إجراءاتها، لذا hضطر المؤرخون أن يعتمدو ملخص تمت كتابته من قبل جيريمي بلناب في «تاريخ نيو هامبشير» عام 1784.

## الخلفية
كان معظم المستوطنين الإنجليز في ولاية ماين منتشرين في المستوطنات الممتدة على طول الساحل أو الأنهار السفلية. أقام شمال ويبيناكي وشرق نهر كينيبيك تحالفات مع الفرنسيين من خلال تجارة الفرو. بحلول عام 1670 زاد إحباط الهنود من التجاوزات التجارية، والتعدي على الأراضي، تجارة الرم (نوع من الخمور) وازدياد تربية المواشي الإنجليزية المجانية في حقول الذرة خاصتهم قد تزايدت.

## التاريخ
في عام 1678 وقعت حكومة مقاطعة نيويورك التي سيطرت على ولاية ماين بين عامي 1677 و1686 معاهدة كاسكو. سعت المعاهدة إلى إعادة تأسيس العلاقات الودية بين الهنود والمستوطنين في المستوطنات الشمالية قبل اندلاع حرب الملك فيليب في عام 1675. واستناداً إلى شروط الاتفاق كان يجب تسليم جميع الأسرى دون فدية. اعترفت المعاهدة أيضًا بحقوق الملكية الإنجليزية، ولكنها تنص على أنه ينبغي للإنجليز أن يمنحوا الهنود مكيال واحد من الذرة سنويًا لكل أسرة تستقر على الأراضي الهندية، باستثناء الرائد فيليبس ساكو وهو يعتبر مالك عظيم على أراضيها، كان مطلوبًا منه إعطاء مكيالاً واحداً لكل عائلة أمريكية أصلية. هذه الضريبة على استخدام الأراضي ترمز إلى استمرار سيادة أبيناكي على ولاية ماين. كما نصت المعاهدة على تنظيم حكومي أوثق لتجارة الفراء.
مُنعت قبيلة بوكانوكيت من التوقيع على المعاهدة من خلال مكافأة إنجليزية وضعت على حياة كل فرد من هذه القبيلة فوق سن 14 عامًا.  يزعم البعض أن معاهدة كاسكو تضمنت قبيلة بوكانوكيت غيابياً، بالاعتماد على أحكام قضائية تاريخية أخرى تعتمد عليها على القوانين المتعلقة بـ «سير القانون».
تضمنت المعاهدة إنشاء قلعة  تشارلز في بيموكويد.
لسوء الحظ رفض المستوطنون الإنجليزيون الالتزام بشروط معاهدة كاسكو. وواصل التجار الممارسات غير العادلة ووضع المستوطنون شباكًا عبر نهر ساكو ومنعوا الأسماك من الهجرة إلى مناطق مجاورة لقرى واباناكي، ودمرت الماشية الذرة الهندية، ولم تنجح المفاوضات ومحاولات المعاهدة الأخرى بما في ذلك معاهدة كاسكو (1703) واستمرت المواجهات بين الطرفين.